# Маллен, Алекс
Алекс Маллен (англ.  Alex Mullen, род. 3 марта 1992) — американский мнемонист, участник соревнований по запоминанию, трёхкратный чемпион мира по запоминанию, врач. Первый американец, завоевавший титул чемпиона мира, он три года подряд выигрывал чемпионаты мира по запоминанию в 2015, 2016 и 2017 годах и занимал первое место в мировом рейтинге IAM с 2016 по 2019 годы. Он также является чемпионом США по запоминанию в 2016 году. Вместе со своей женой, выпускницей Принстона Кэти Чен, он руководит некоммерческой организацией Mullen Memory, которая «предоставляет бесплатные ресурсы, исследующие дворцы памяти в качестве инструментов обучения».

## Личная жизнь
Маллен родился в Принстоне, штат Нью-Джерси. Он вырос в Оксфорде, штат Миссисипи, учился в Оксфордской средней школе, где выступал в университетских командах по плаванию и теннису. На последнем курсе Маллен стал национальным финалистом и обладателем четвёртой награды Международной научно-технической выставки Intel за совместный проект со своей будущей женой Кэти Чен. Он учился в Университете Джонса Хопкинса и изучал биомедицинскую инженерию и прикладную математику. Он получил степень доктора медицины в Медицинской школе Университета Миссисипи в 2019 году. И он, и его жена получили стипендию Джима и Донны Барксдейл, чтобы покрыть полную стоимость обучения в течение четырёх лет медицинской школы. В настоящее время он проходит ординатуру по диагностической радиологии в Университете Алабамы в Бирмингеме.

## Участие в соревнованиях

### 2015
- Чемпионат мира по запоминанию (16—18 декабря, Чэнду, Китай): 1 место в общем зачёте[15]. Маллен стал десятым спортсменом и первым американцем, выигравшим чемпионат мира с момента его основания в 1991 году[16]. На этом мероприятии он также получил звание международного гроссмейстера памяти, высшее звание, присваиваемое Всемирным советом по спорту с памятью[17][1].

### 2016
- Чемпионат США по запоминанию (9 мая, Херши, Пенсильвания): 1-е место в общем зачёте[8]. Маллен стал девятым спортсменом, выигравшим национальный чемпионат Америки с момента его основания в 1998 году[18].
- Открытый чемпионат США (2—3 июля, Лос-Анджелес, Калифорния): 1-е место в общем зачёте. Набрав 8794 общих балла, Маллен достиг наивысшего общего результата в истории спорта с запоминанием (с учётом корректировок в стандартах оценки), поставив его на первое место в мире[19][6].
- Memoriad (8—10 ноября, Лас-Вегас, Невада): золото: запоминание карт, запоминание чисел; серебро: имена и лица, произносимые числа[20].
- European Open (3—4 декабря, Лондон, Великобритания): 1 место в общем зачёте[21]. Набрав 9143 очка, Маллен побил свой предыдущий рекорд по наивысшему общему баллу.
- Чемпионат мира по запоминанию (15—17 декабря, Сингапур): 1 место в общем зачёте[5].

### 2017
- Чемпионат мира по запоминанию (IAM) (1—3 декабря, Джакарта, Индонезия): 1-е место в общем зачёте[22]. Большинство мировых рекордов, установленных на этом мероприятии — 4 рекорда. Набрав 9061 общий балл (скорректированный), Маллен побил свой предыдущий рекорд по наивысшему общему баллу[23].

## Рекорды
Маллен установил мировые рекорды в 12 различных дисциплинах спорта с запоминанием, большинство из которых связано с запоминанием чисел или игральными картами. Он первый, кто запомнил порядок колоды игральных карт менее чем за 20 секунд на официальном соревновании. Он также первым запомнил более 3000 десятичных цифр за час.

## Появления в СМИ
Маллен был двукратным участником финального сезона китайской телепрограммы «Мозг» в 2017 году, победив своего соперника Ван Фэна, чемпиона мира по запоминанию 2010 и 2011 годов, благодаря точному воспроизведению маршрутов авиалиний, мест вылета и прибытия, а также времени полёта. 50 полётов. Он также принимал участие в программе «Сверхчеловек», американской версии «Мозга», выиграв с запоминанием колоды карт, мигающей на экране со скоростью две карты в секунду. Маллен был показан в The New Yorker, BBC, CNN, The Washington Post, Lifehacker, Vital Signs с доктором Санджаем Гуптой, Today, Мик, Книге рекордов Гиннесса, Мужское здоровье, Гардиан и Нью-Йорк Таймс и других.